# Cookovy ostrovy na Letních olympijských hrách 2008
Cookovy ostrovy se účastnily Letní olympiády 2008 ve třech sportech. Zastupovali je čtyři sportovci.

## Atletika
Tereapii Tapoki
Gordon Heather

## Plavání
Petero Okotai

## Vzpírání
Sam Pera Junior